# George Brown
Pour les articles homonymes, voir George Brown (homonymie) et Brown.
George Brown (29 novembre 1818 - 9 mai 1880) était un homme politique et journaliste canadien.  

## Biographie
Né en Écosse, il fonda le Toronto Globe (maintenant le Globe and Mail) et fut un homme politique réformiste. Il appuyait la confédération canadienne et fut un des pères de la Confédération, au même titre que John A. Macdonald et George-Étienne Cartier. Malgré les nombreux griefs que les Canadiens français entretenaient envers l'Union, Brown croyait que la Confédération visait à trouver une solution non aux conquis au Bas-Canada (l'actuel Québec) mais plutôt aux problèmes dont se plaignaient les conquérants du Haut-Canada (l'actuel Ontario) des Canadiens anglais face à Londres et aux conquis.
Son désir d'alliance avec les Rouges du Bas-Canada fut empêché à cause de son sécularisme et anticléricalisme. Les réformistes irlandais choisirent en conséquence d'appuyer William Lyon Mackenzie.
Brown mourut le 9 mai 1880 à Toronto d'une infection causée par une blessure par balle lors d'une tentative d'assassinat quelques semaines plus tôt.